# Nicola Moriconi
Nicola Moriconi (Viareggio, 19 de mayo de 1982) es un deportista italiano que compitió en remo. Ganó cuatro medallas en el Campeonato Mundial de Remo entre los años 2002 y 2007.

## Palmarés internacional
| Campeonato Mundial | Campeonato Mundial | Campeonato Mundial | Campeonato Mundial      |
| Año                | Lugar              | Medalla            | Prueba                  |
| ------------------ | ------------------ | ------------------ | ----------------------- |
| 2002               | Sevilla (España)   | Medalla de oro     | Ocho con timonel ligero |
| 2004               | Bañolas (España)   | Medalla de plata   | Dos sin timonel ligero  |
| 2005               | Kaizu (Japón)      | Medalla de oro     | Ocho con timonel ligero |
| 2007               | Múnich (Alemania)  | Medalla de bronce  | Ocho con timonel ligero |